# Pietro Vierchowod
Pietro Vierchowod (* 6. April 1959 in Calcinate) ist ein ehemaliger italienischer Fußballspieler und heutiger -trainer.
Während seiner Spielerkarriere war er Defensivspezialist. Wegen seiner ukrainischen Vorfahren wurde er auch Lo Zar (deutsch: der Zar) genannt. Später wurde Vierchowod Trainer und coachte zuletzt 2014 den ungarischen Erstligisten Honvéd Budapest.

## Spielerkarriere

### Im Verein
Pietro Vierchowod, Sohn eines Soldaten der Roten Armee, begann seine Fußballkarriere bei der US Romanese in Romano di Lombardia in der Serie D. Anschließend spielte er für Como Calcio, mit diesem Klub gelang ihm das Kunststück, zwei Jahre in Folge aufzusteigen: 1978/79 von der Serie C1 in die Serie B und 1979/80 in die Serie A. Nach einem einjährigen Gastspiel beim AC Florenz wechselte er im Sommer 1982 zum AS Rom und gewann dort in der Saison 1982/83 die italienische Meisterschaft. Zur Saison 1983/84 ging er zu Sampdoria Genua, wo er bis Sommer 1995, in der erfolgreichsten Ära dieses Vereins, spielte und einen Meistertitel, viermal die Coppa Italia und 1990 den Europapokal der Pokalsieger errang. Im Sommer 1995 wechselte Pietro Vierchowod zu Juventus Turin, wurde dort im Alter von 36 Jahren auf Anhieb Stammspieler und gewann mit Juve in der Saison 1995/96 die Champions League. Zu Beginn der Saison 1996/97 ging Vierchowod zum AC Perugia, den er aber nach wenigen Wochen in Richtung AC Mailand wieder verließ. Von 1997 bis 2000 spielte er noch für Piacenza Calcio, wo er seine Laufbahn im Alter von 41 Jahren schließlich beendete.
Pietro Vierchowod bestritt im Laufe seiner Karriere 562 Spiele in der Serie A, mehr Partien absolvierten nur Paolo Maldini und Dino Zoff.

### In der Nationalmannschaft
Für die italienische Nationalmannschaft absolvierte Vierchowod 45 Partien und erzielte dabei zwei Tore. Sein Debüt gab er am 6. Januar 1981 gegen die Niederlande, sein letztes Länderspiel bestritt er am 1. Mai 1993 gegen die Schweiz.
Vierchowod nahm an insgesamt drei Weltmeisterschaften teil, 1982 in Spanien, als er ohne Einsatz blieb und dennoch unter Enzo Bearzot Weltmeister wurde, 1986 in Mexiko und 1990 im eigenen Land.
Pietro Vierchowod war bis 2008, als ihn Christian Panucci ablöste, der älteste Spieler, der je ein Länderspieltor für die Squadra Azzurra erzielte. Er traf am 24. März 1993 im Alter von 33 Jahren, 11 Monaten und 18 Tagen beim 6:1-Sieg im Spiel gegen Malta.

## Trainerkarriere
Nach seiner aktiven Laufbahn trainierte Pietro Vierchowod in der Saison 2001/02 Catania Calcio in der Serie C1 und anschließend den AC Florenz (damals Florentia Viola). Florentia betreute er als Interimstrainer in der schwierigsten Zeit des Vereins, unmittelbar nach dem finanziellen Zwangsabstieg in die Serie C2 zu Beginn der Saison 2002/03. Am 13. September 2005 heuerte er als Trainer bei US Triestina in der Serie B an, wurde aber im Dezember desselben Jahres bereits wieder entlassen. Insgesamt stand seine bisherige Trainerkarriere im Gegensatz zur Spielerlaufbahn unter keinem guten Stern: In allen Fällen wurde ihm noch vor Ablauf der ersten Saison vorzeitig gekündigt. 2014 war Vierchowod nach fast zehnjähriger Pause wieder als Trainer aktiv; er unterschrieb in Ungarn bei Honvéd Budapest, wurde aber nach Saisonbeginn bereits im Oktober des Jahres entlassen.

## Erfolge

### Im Verein
- Aufstieg in die Serie B: 1978/79 (mit Como Calcio)
- Aufstieg in die Serie A: 1979/80 (mit Como Calcio)
- Italienischer Meister: 1982/83 (mit dem AS Rom) – 1990/91 (mit Sampdoria Genua)
- Italienischer Pokalsieger: 1984/85, 1987/88, 1988/89 (mit Sampdoria Genua)
- Europapokalsieger der Pokalsieger: 1989/90 (mit Sampdoria Genua)
- Italienischer Supercupsieger: 1991 (mit Sampdoria Genua) –1995 (mit Juventus Turin)
- UEFA-Champions-League-Sieger: 1995/96 (mit Juventus Turin)

### In der Nationalmannschaft
- Weltmeister: 1982